# Challenger de Barranquilla 2016

El torneo Claro Open Barranquilla 2016 es un torneo profesional de tenis. Pertenece al ATP Challenger Series 2016. Se disputará su 6.ª edición sobre superficie tierra batida, en Barranquilla, Colombia entre el 5 al el 11 de septiembre de 2016.

## Jugadores participantes del cuadro de individuales
| Favorito | País                               | Jugador             | Rank1 | Posición en el torneo |
| -------- | ---------------------------------- | ------------------- | ----- | --------------------- |
| 1        | Bandera de Argentina               | Diego Schwartzman   | 69    |                       |
| 2        | Bandera de la República Dominicana | Víctor Estrella     | 83    |                       |
| 3        | Bandera de Brasil                  | Rogério Dutra Silva | 108   |                       |
| 4        | Bandera de Colombia                | Santiago Giraldo    | 132   |                       |
| 5        | Bandera de Argentina               | Máximo González     | 146   |                       |
| 6        | Bandera de Colombia                | Alejandro González  | 158   |                       |
| 7        | Bandera de Barbados                | Darian King         | 166   |                       |
| 8        | Bandera de El Salvador             | Marcelo Arévalo     | 176   |                       |

- 1 Se ha tomado en cuenta el ranking del 29 de agosto de 2016.

### Otros participantes
Los siguientes jugadores recibieron una invitación, por lo tanto ingresan directamente al cuadro principal (WC):
- Santiago Giraldo
- José Daniel Bendeck
- Gregorio Cordonnier
- Víctor Estrella

Los siguientes jugadores ingresan al cuadro principal tras disputar el cuadro clasificatorio (Q):
- Gianni Mina
- Fernando Romboli
- Juan Sebastián Gómez
- Bruno Santanna

## Campeones

### Individual Masculino
- derrotó en la final a  ,

### Dobles Masculino
- /   derrotaron en la final a   /  ,